# Musée d’Art moderne et contemporain de Strasbourg

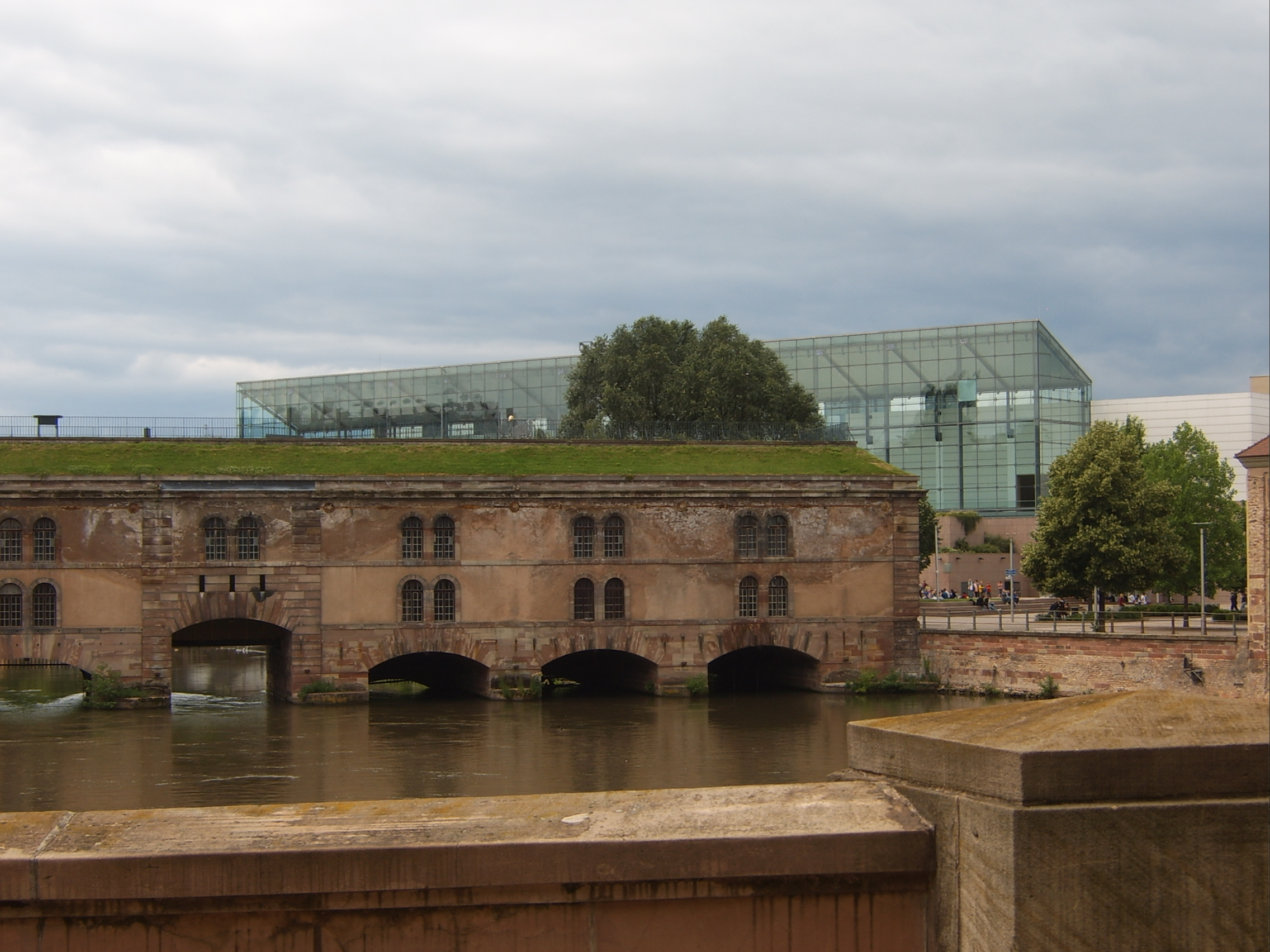
Barrage Vauban und MAMCS

Das Musée d’Art moderne et contemporain de Strasbourg (MAMCS, Museum für moderne und zeitgenössische Kunst Straßburg) ist ein 1973 gegründetes und 1998 in einem eigenen Gebäude eröffnetes Kunstmuseum in Straßburg.
Das Museum beherbergt umfangreiche Sammlungen von Malerei, Plastik, Grafik, Videokunst und Design aus der Zeit von 1870 (Impressionismus) bis heute sowie eine reich bestückte Photothek; insgesamt nahezu 18.500 Objekte. Es veranstaltet jährlich zahlreiche Ausstellungen, die entweder der Werkschau eines bestimmten Künstlers oder der Retrospektive einer Strömung gewidmet sind. Im Gebäude befinden sich ebenfalls die Kunstbibliothek der städtischen Museen (Bibliothèque d’art des musées municipaux), die Kunstbuchhandlung der städtischen Museen (Librairie d’art des musées municipaux) sowie ein Mehrzwecksaal (Auditorium) für Konferenzen, Filmvorführungen und Konzerte. Die weitläufige Dachterrasse beherbergt ein Museumscafé.

## Gebäude

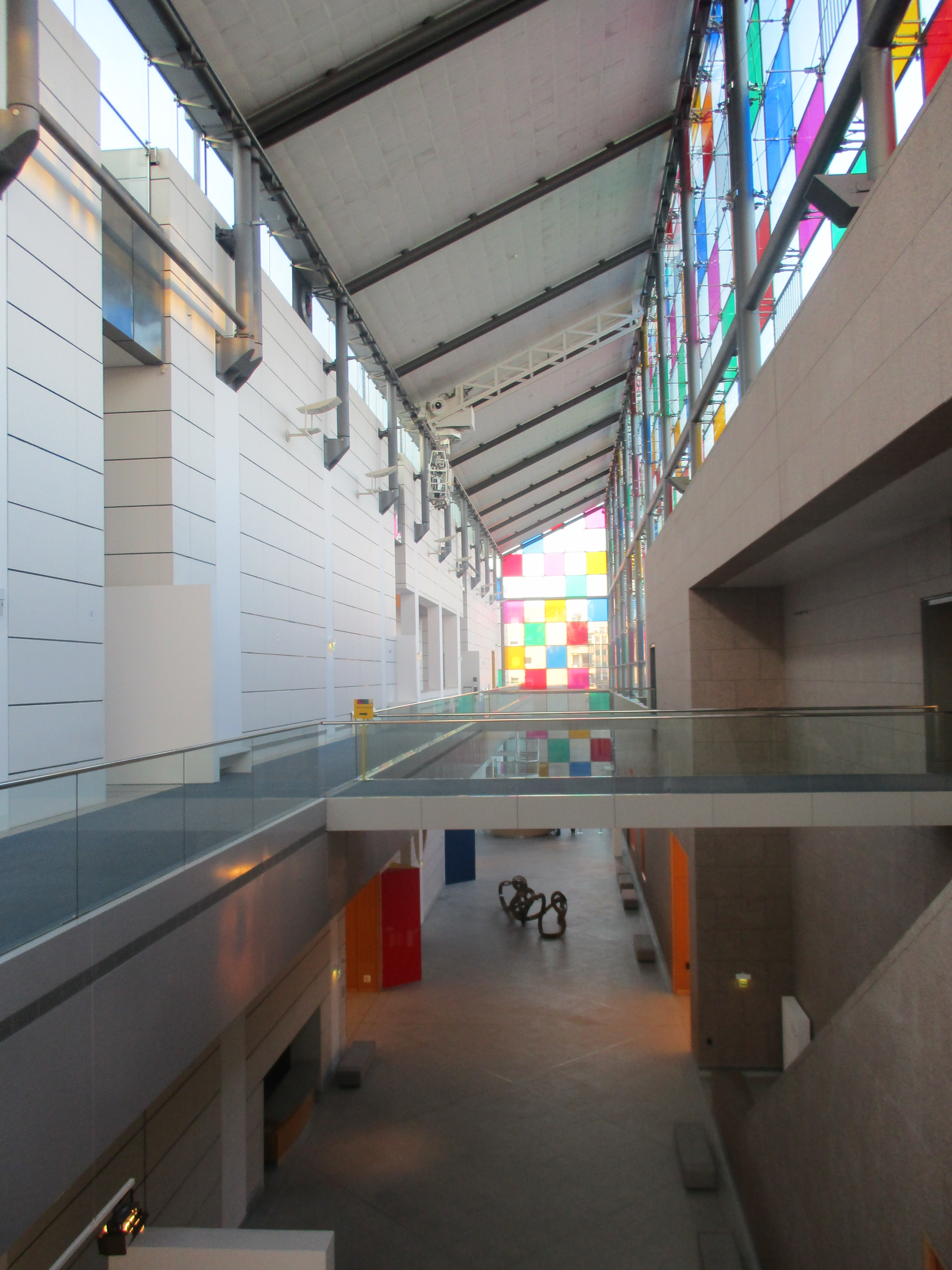
Innenansicht

Die städtische Sammlung moderner und zeitgenössischer Kunst der Stadt Straßburg war seit 1871 und der Gründung des Reichslandes Elsaß-Lothringen stetig vergrößert und bereichert worden. Das Vorhaben, ein eigenständiges Museum zu errichten, wurde bereits seit den 1960er Jahren gehegt.
Das 1995 bis 1998 errichtete Gebäude wurde vom Pariser Architekten Adrien Fainsilber entworfen. Die Ausstellungs- und Nutzflächen entfalten sich zu beiden Seiten einer zentralen, verglasten Wandelhalle, die mit 104 Metern Innenlänge und 22 Metern Innenhöhe in kathedralartigen Dimensionen konzipiert ist. Am Dach befindet sich eine 4 Meter hohe Pferdeskulptur („Hortus conclusus“) des italienischen Künstlers Mimmo Paladino. Das Gebäude befindet sich am Rande der Altstadt, in der Nähe der École nationale d’administration und der architektonisch bedeutsamen barocken „Barrage Vauban“ (Vauban-Damm) und mittelalterlichen „Ponts couverts“ (gedeckten Brücken). Es wird von der Straßburger Straßenbahn mit einer eigenen Haltestelle bedient („Musée d’Art moderne“, Linie B und C).

## Sammlung
Zu den am besten vertretenen Künstlern in der Sammlung gehörten (Stand: 11. Oktober 2024) Gustave Doré mit 435 Werken, Max Klinger mit 161 Werken, Hans Arp mit 60 Werken, Max Ernst mit 46 Werken, Victor Brauner mit 38 Werken, Käthe Kollwitz mit 35 Werken, Sophie Taeuber-Arp mit 29 Werken, Wassily Kandinsky mit 22 Werken, César Domela mit 10 Werken, Theo van Doesburg mit 8 Werken usw. International weniger bekannte Künstler sind zum Teil weitaus umfangreicher vertreten: Lou Albert-Lasard mit 2004 [!] Werken, François-Rupert Carabin mit 775 Werken, Marcelle Cahn mit 367 Werken, Lothar von Seebach mit 321 Werken usw.
Einen weiteren Akzent setzt die neuere und neue deutsche Malerei (Markus Lüpertz, Eugen Schönebeck, Georg Baselitz, Jörg Immendorff, A. R. Penck, Albert Oehlen, Daniel Richter, Jonathan Meese, Thomas Scheibitz...), die ein repräsentatives Aperçu einer in Frankreich, insbesondere in diesem Umfang, sonst selten vertretenen Strömung darstellt.
Im Musée d’Art moderne et contemporain  de Strasbourg befindet sich ferner das erste von einer öffentlichen französischen Sammlung erworbene kubistische Gemälde, das 1923 erstandene „Stillleben“ (1911) von Georges Braque, sowie das erste von einer öffentlichen französischen Sammlung erworbene Gemälde von Dante Gabriel Rossetti, „Joan of Arc kissing the Sword of Deliverance“ (1863), erstanden 1996.
Weitere wichtige ausgestellte bildende Künstler sind (Auswahl): Gilles Aillaud, Alexander Archipenko, Arman, Edward Burne-Jones, Jean Hélion, Auguste Herbin, Asger Jorn, Paul Klee, Max Liebermann, Alberto Magnelli, Claude Monet, Malcolm Morley, Francis Picabia, Pablo Picasso, Camille Pissarro, Auguste Rodin, Ossip Zadkine.
Bedeutend an der Zahl und dem zumindest regionalen Wert sind ebenfalls die Bestände an elsässischen Künstlern, Vertreter der Strömungen Jugendstil, Expressionismus und Neue Sachlichkeit: Charles Spindler, René Beeh, Jean-Désiré Ringel d’Illzach, Henri Beecke, Luc Hueber, Martin Hubrecht und Camille Claus.
Die Photothek des Museums besitzt mehrere tausend Aufnahmen von den Ursprüngen der Fotografie bis heute, darunter Werke von Nadar, Eugène Atget, Eadweard Muybridge, Étienne-Jules Marey, August Sander, Willy Maywald, Josef Sudek, Robert Mapplethorpe, Duane Michals und Jan Saudek. Auch die regionale Fotografie wird gewürdigt.
Die Videokunstsammlung besitzt Werke von Bill Viola, Nam June Paik, Woody Vasulka, Olaf Breuning u. v. a. m.